# Weitersbach
Weitersbach ist eine Ortsgemeinde im Landkreis Birkenfeld in Rheinland-Pfalz. Sie gehört der Verbandsgemeinde Herrstein-Rhaunen an.

## Geographie
Weitersbach liegt am Idarbach am Rand des Idarwalds im Hunsrück. 77 Prozent der Gemarkungsfläche sind bewaldet (Stand 2010). Im Osten befindet sich Rhaunen, im Süden Stipshausen und nördlich liegt Gösenroth.
Zu Weitersbach gehören auch die Wohnplätze Weitersbacherhütte und Bernds-Mühle (Weitersbacher Mühle) im Idartal.

## Geschichte
An der Abzweigung nach Krummenau befand sich eine römische Villa rustica. Der Hauptbau mit 26 Räumen gilt als einer der größten Gutshöfe aus der Römerzeit im gesamten Hunsrück. Die Überreste wurden 1953–1955 freigelegt. Der Ort Weitersbach wurde im Jahr 1200 als Widemarsbach erstmals urkundlich erwähnt.
Bis Ende des 18. Jahrhunderts gehörte Weitersbach zum Hochgericht Rhaunen in der Wild- und Rheingrafschaft. Zuletzt war das Territorium des Hochgerichts Rhaunen gemeinschaftlicher Besitz von Kurtrier und den Wild- und Rheingrafen.
Nach der Besetzung des Linken Rheinufers infolge des Ersten Koalitionskrieges (1794) gehörte Weitersbach von 1798 bis 1814 zum Kanton Rhaunen im Arrondissement Birkenfeld des Saardepartements. Aufgrund der Beschlüsse auf dem Wiener Kongress kam der Kanton Rhaunen und damit auch Weitersbach 1815 zum Königreich Preußen. Unter der preußischen Verwaltung wurde die Gemeinde Weitersbach 1816 der Bürgermeisterei Rhaunen im Kreis Bernkastel zugeordnet, der zum Regierungsbezirk Trier in der Rheinprovinz (1822) gehörte.
Bevölkerungsentwicklung
Die Entwicklung der Einwohnerzahl von Weitersbach, die Werte von 1871 bis 1987 beruhen auf Volkszählungen:
| Jahr | Einwohner |
| ---- | --------- |
| 1815 | 94        |
| 1835 | 129       |
| 1871 | 107       |
| 1905 | 121       |
| 1939 | 107       |
| 1950 | 126       |
| 1961 | 122       |

| Jahr | Einwohner |
| ---- | --------- |
| 1970 | 109       |
| 1987 | 95        |
| 1997 | 100       |
| 2005 | 80        |
| 2011 | 80        |
| 2017 | 88        |
| 2022 | 87        |

## Politik

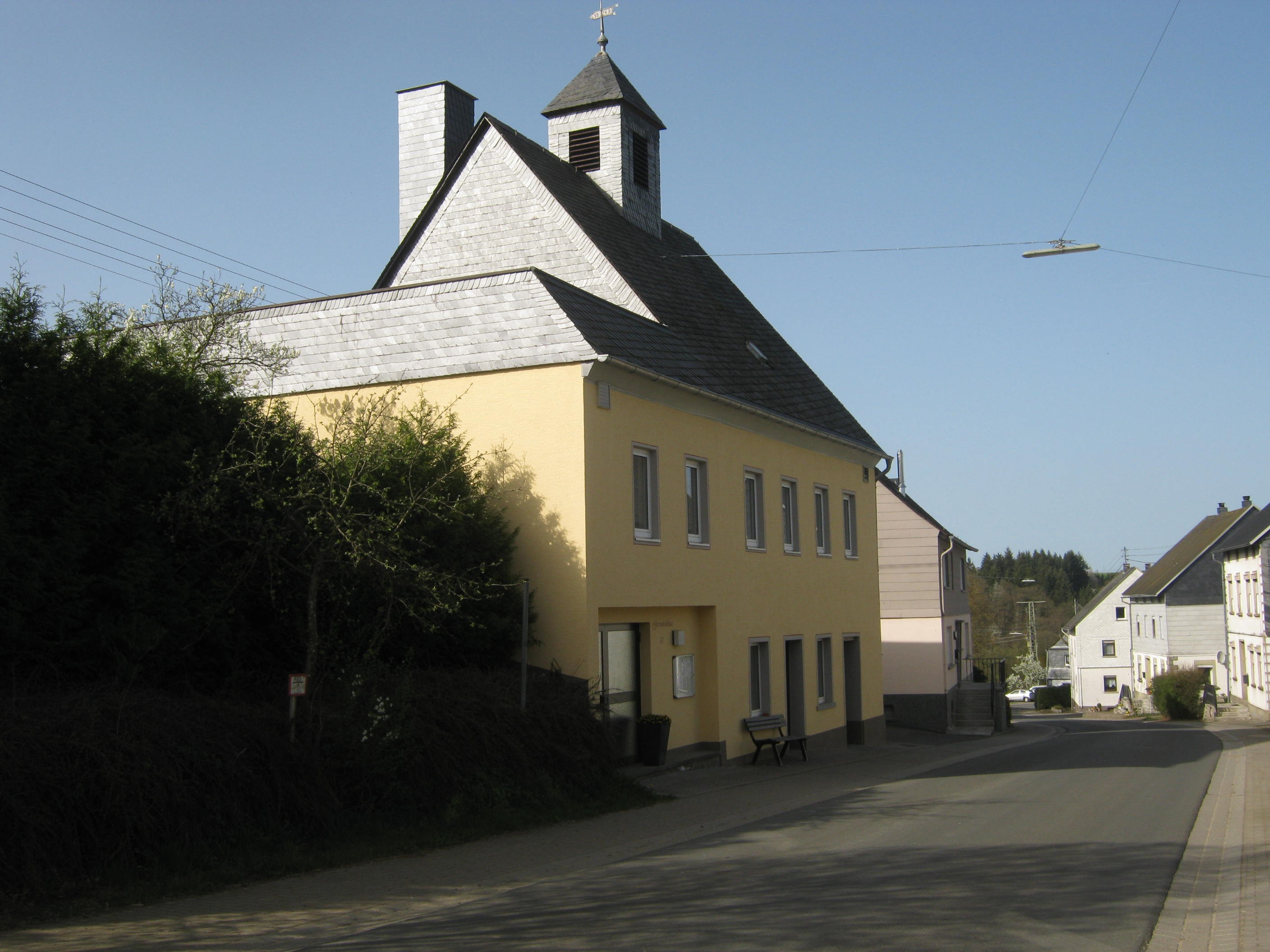
Gemeindehaus

### Gemeinderat
Der Gemeinderat in Weitersbach besteht aus sechs Ratsmitgliedern, die bei der Kommunalwahl am 9. Juni 2024 in einer Mehrheitswahl gewählt wurden, und dem ehrenamtlichen Ortsbürgermeister als Vorsitzendem.

### Bürgermeister
Marco Ripp wurde am 16. August 2019 Ortsbürgermeister von Weitersbach. Da bei der Direktwahl am 26. Mai 2019 kein Bewerber angetreten war, oblag die Neuwahl des Bürgermeisters gemäß rheinland-pfälzischer Gemeindeordnung dem Rat. Dieser entschied sich für Marco Ripp. Auch bei der Direktwahl am 9. Juni 2024 wurde kein Wahlvorschlag eingereicht, womit erneut dem Gemeinderat die Neuwahl oblag. Bei der konstituierenden Sitzung am 8. Juli 2024 musste nach drei Wahlgängen mit jeweils Stimmengleichheit schließlich das Los entscheiden – es fiel auf den bisherigen Ortsbürgermeister Marco Ripp.
Sein Vorgänger Karl-Heinz Ripp hatte das Amt seit 1999 inne und kandidierte 2019 nicht erneut.

### Wappen
| Wappen von Weitersbach | Blasonierung: „In geteiltem Schild oben in Gold ein rotes Fabeltier mit einem Wolfskopf und weit geöffneten Schwingen, belegt mit einem schwarzen Wolfshaken. Unten in Grün eine silberne Korndarre, begleitet von zwei goldenen Ähren.“ |
| Wappen von Weitersbach | Wappenbegründung: Das Fabeltier verweist auf die ehemalige Zugehörigkeit zur Wild- und Rheingrafschaft und entspricht dem früheren Gerichtssiegel des Hochgerichts Rhaunen. Die Korndarre in der unteren Hälfte wurde bei Ausgrabungen der auf dem Gemeindegebiet römischen Villa gefunden und befindet sich heute im Rheinischen Landesmuseum Trier. Die Ähren symbolisieren die landwirtschaftliche Struktur der Gemeinde. |

## Sehenswürdigkeiten
Der Idarkopfturm nahe dem Idarkopf liegt auf der Gemarkung von Weitersbach an der Grenze zu Stipshausen.

## Wirtschaft und Infrastruktur

Weitersbacher Mühle

In Weitersbach gibt es ein Dorfgemeinschaftshaus. In Idar-Oberstein ist ein Bahnhof der Bahnstrecke Bingen–Saarbrücken. Im Norden befinden sich die Bundesstraße 50 und der Flughafen Frankfurt-Hahn. Seit 1871 steht am Idarbach eine Getreidemühle, die mit Wasser angetrieben wird. Die Mühle wurde 1947 neu aufgebaut, nachdem sie während des Krieges 1943 bei einem Bombenangriff zerstört worden war. Die Maschinen stammen aus dem Jahr 1942. Die Mühle hat eine Mahlleistung von einer Tonne pro Tag und gehört damit zu Deutschlands kleinen Mühlen. Die Betreiber verarbeiten ausschließlich Getreide aus eigenem Anbau. Die Müllerin Daniela Müller-Lorenz ist eine der wenigen Müllerinnen Deutschlands.